# Чумерна (хижа)
Вижте пояснителната страница за други значения на Чумерна.
Хижа Чумерна се намира на северния склон на едноименния връх в Елено-Твърдишката планина, дял от Средна Стара планина. Построена е през 1965-1966 година и представлява триетажна сграда с капацитет 75 места. Хижа Чумерна е пункт от европейски маршрут E3 (Ком - Емине).

## Съседни обекти
| Изходни точки    | Изходни точки |
| ---------------- | ------------- |
| Твърдишки проход | 1,30 ч.       |
| село Мийковци    | 3,30-4,00 ч.  |
| проход Вратник   | 6,30 ч.       |
| Хижи             |               |
| Буковец          | 1,30 ч.       |
| Други            |               |
| връх Чумерна     | 0,30 ч.       |
| Агликина поляна  | 6,30 ч.       |